# La Lega
La Lega („Das Bündnis“) ist ein beliebtes italienisches Lied, entstanden bei den Reis-Anbauern der Poebene. Es ist das Symbol für den Aufstand der Landarbeiter gegen ihre Herren am Ende des 19. Jahrhunderts, als begonnen wurde, Gewerkschaften zu gründen. Man kann das Lied in Bernardo Bertoluccis Film 1900 hören, als die Frauen der Landarbeiter unter der Leitung von Anita anfangen, gegen die Vertreibung der Knechte zu demonstrieren; diesen wurde rechtswidrig gekündigt weil sie eine Gewerkschaft, la lega, gegründet hatten.
| Wortlaut La Lega Sebben che siamo donne Paura non abbiamo Per amor dei nostri figli (x2) Sebben che siamo donne Paura non abbiamo Per amor dei nostri figli In lega ci mettiamo Refrain : O li o li o la E la lega la crescerà E noi altri lavoratori (x2) O li o li o la E la lega la crescerà E noi altri lavoratori Vogliamo la libertà E la libertà non viene Perchè non c'è l'unione Crumiri col padrone (x2) E la libertà non viene Perchè non c'è l'unione Crumiri col padrone Son tutti d'ammazzar Refrain Sebben che siamo donne Paura non abbiamo Abbiam delle belle buone lingue (x2) Sebben che siamo donne Paura non abbiamo Abbiam delle belle buone lingue E ben ci difendiamo Refrain E voialtri signoroni Che ci avete tanto orgoglio Abbassate la superbia (x2) E voialtri signoroni Che ci avete tanto orgoglio Abbassate la superbia E aprite il portofoglio O li o li o la E la lega la crescerà E noialtri lavoratori (x2) O li o li o la E la lega la crescerà E noialtri lavoratori I vuruma vess pagà O li o li o la E la lega la crescerà E noialtri socialisti (x2) O li o li o la E la lega la crescerà E noialtri socialisti Vogliamo la libertà | Übersetzung Das Bündnis Auch wenn wir Frauen sind, haben wir keine Angst. Aus Liebe zu unsern Kindern – (2x) Auch wenn wir Frauen sind, haben wir keine Angst. Aus Liebe zu unsern Kindern schließen wir uns zum Bündnis zusammen. Refrain: O li o li o la: Und das Bündnis wird wachsen. Und wir Arbeiter – (2x) O li o li o la: Und das Bündnis wird wachsen. Und wir Arbeiter wollen die Freiheit. Und die Freiheit kommt nicht, weil es keine Vereinigung gibt. Streikbrecher, die zum Chef halten – (2x) Und die Freiheit kommt nicht, weil es keine Vereinigung gibt. Streikbrecher, die zum Chef halten, gehören alle umgebracht. Refrain Auch wenn wir Frauen sind, haben wir keine Angst Wir haben gute, scharfe Zungen – (2x) Auch wenn wir Frauen sind, haben wir keine Angst Wir haben gute, scharfe Zungen und verteidigen uns gut. Refrain Und ihr feinen Herren, die ihr so stolz seid, lasst euern Hochmut – (2x) Und ihr feinen Herren, die ihr so stolz seid, lasst euern Hochmut und öffnet eure Brieftasche. O li o li o la: Und das Bündnis wird wachsen. Und wir Arbeiter – (2x) O li o li o la: Und das Bündnis wird wachsen. Und wir Arbeiter wollen unsern Lohn. O li o li o la: Und das Bündnis wird wachsen. Und wir Arbeiter – (2x) O li o li o la: Und das Bündnis wird wachsen. Und wir Sozialisten wollen die Freiheit. | Singbare Übertragung Unzertrennlich stehn wir da He Leute, wir sind Frauen und rufen: Kampf den Bossen! Für uns und unsre Kinder (2x) He Leute, wir sind Frauen und rufen: Kampf den Bossen! Für uns und unsre Kinder wird jetzt der Bund geschlossen. Refrain: O li o li o la, unzertrennlich stehn wir da, denn wir wissen, was wir wert sind (2x) O li o li o la, unzertrennlich stehn wir da, denn wir wissen, was wir wert sind, und die Freiheit, die ist nah. Doch Freiheit wirds erst geben, wenn sich das Volk verbündet. Streikbrecher, Speichellecker (2x) Doch Freiheit wirds erst geben, wenn sich das Volk verbündet. Streikbrecher, Speichellecker gehören angezündet. Refrain He Leute, wir sind Frauen, doch werden wir's euch zeigen. Wir haben scharfe Zungen (2x) He Leute, wir sind Frauen, doch werden wir's euch zeigen. Wir haben scharfe Zungen, ihr bringt uns nicht zum Schweigen. Refrain Hört her, ihr feinen Herren mit Schlips und weißem Kragen! Meint ihr, wir sind zufrieden (2x) Hört her, ihr feinen Herren mit Schlips und weißem Kragen! Meint ihr, wir sind zufrieden am Hungertuch zu nagen? O li o li o la, unzertrennlich stehn wir da, denn wir wissen, was wir wert sind (2x) O li o li o la, unzertrennlich stehn wir da, denn wir wissen, was wir wert sind, und der Zahltag, der ist nah. |

## Coverversionen
Fredrik Vahle spielte das Lied mit dem Duo Christiane und Fredrik unter dem Titel „Lioliola“ und mit neuen Text als Kinderlied für die LP „Anne Kaffeekanne“ (1984) neu ein.